# Hyperobr
Hyperobr je masivní hvězda, větší než veleobr, o hmotnosti do 100 hmotností Slunce, dosahující teoretickou hranici hmotnosti hvězdy, což je 130 hmotností Slunce, protože při větší hmotnosti již není možné dosáhnout rovnováhy hvězdy a hvězda by produkovala tolik energie, že by došlo k jejímu rozpadu.
Hyperobři jsou nejsvítivější hvězdy, jejich jasnost dosahuje milionu svítivosti Slunce a jejich teplota může dosahovat 3 500 až 35 000 K. Existují jeden až tři miliony let, pak vybuchnou jako supernova nebo hypernova. Předpokládá se, že po výbuchu hyperobra ze zbytku hvězdy zůstane černá díra.

## Původ a definice
V roce 1956 astronomové Feast a Thackeray použili termín vele-veleobr (super-supergiant), později změněný na hyperobr, pro hvězdy s jasností rovnou nebo vyšší než MV = −7 (MBol bude vyšší pro velmi chladné a velmi horké hvězdy, například nejméně -9,7 pro hyperobra třídy B0). V roce 1971 Keenan doporučil, aby termín byl používán pouze pro veleobry vykazující nejméně jednu širokou emisní složku v H-alfa, což je znakem rozsáhlé atmosféry a relativně vysokého odlivu hvězdné hmoty. Keenanovo kritérium je dnes v astronomické komunitě jedním z nejvíce používaných.
Aby hvězda byla klasifikována jako hyperobr, musí být vysoce zářivá a ve spektru musí být přítomny signatury naznačující nestabilitu a vysoké ztráty hvězdné hmoty. Je tedy možné, aby veleobr nebyl hyperobrem, ale vykazoval stejný nebo vyšší zářivý výkon nebo měl stejnou spektrální třídu. Od hyperobrů se očekává, že spektrum bude obsahovat typická rozšíření a rudý posuv spektrálních čar, což vytvoří typický profil známý jako profil P Cygni. Použití spektrálních čar vodíku není ovšem vhodné pro definici nejchladnějších hyperobrů, kteří jsou proto povětšinou klasifikováni na základě zářivosti, neboť ztráta hmoty je u této třídy hvězd v podstatě nevyhnutelná.

## Známí hyperobři
Hyperobři se vzhledem k jejich vzácnosti jen obtížně studují. Mnoho hyperobrů má velmi proměnné spektrum, zde jsou však rozděleni do široce pojatých skupin podle spektrálních tříd.

### LBV
Některé LBV hvězdy (LBV = luminous blue variable) jsou klasifikováni jako hyperobři, minimálně v určité fázi jejich proměnného cyklu.
- Eta Carinae, v Mlhovině Carina (NGC 3372) v souhvězdí Lodního kýlu na jižní obloze. Extrémně hmotná hvězda, 120 až 150krát hmotnější než Slunce a čtyř- až pěti milionkrát zářivější. Může jít o jiný typ hvězdy než LBV, případně o extrém pro LBV.
- P Cygni, v souhvězdí Labutě na severní obloze. Prototyp pro generální charakteristiky spektrálních čar hvězd typu LBV.
- S Doradus, ve Velkém Magellanově oblaku, v souhvězdí Mečouna na jižní obloze. Prototyp pro charakteristiky proměnlivosti hvězd typu LBV, které jsou stále občas nazývány jako hvězdy typu S Doradus.
- Pistolová hvězda (V4627 Sgr), blízko galaktického jádra, v souhvězdí Střelce. Pistolová hvězda je pravděpodobně až 150krát hmotnější něž Slunce a asi 1,7milionkrát zářivější. Považována za kandidáta na LBV, proměnnost však nebyla prokázána.
- V4029 Sagittarii
- V905 Scorpii
- HD 6884[2] (R40 v Malém Magellanově oblaku)
- HD 269700[3][4] (R116 ve Velkém Magellanově oblaku)
- LBV 1806-20 v hvězdokupě 1806-20 na opačné straně Mléčné dráhy.

### Modří hyperobři

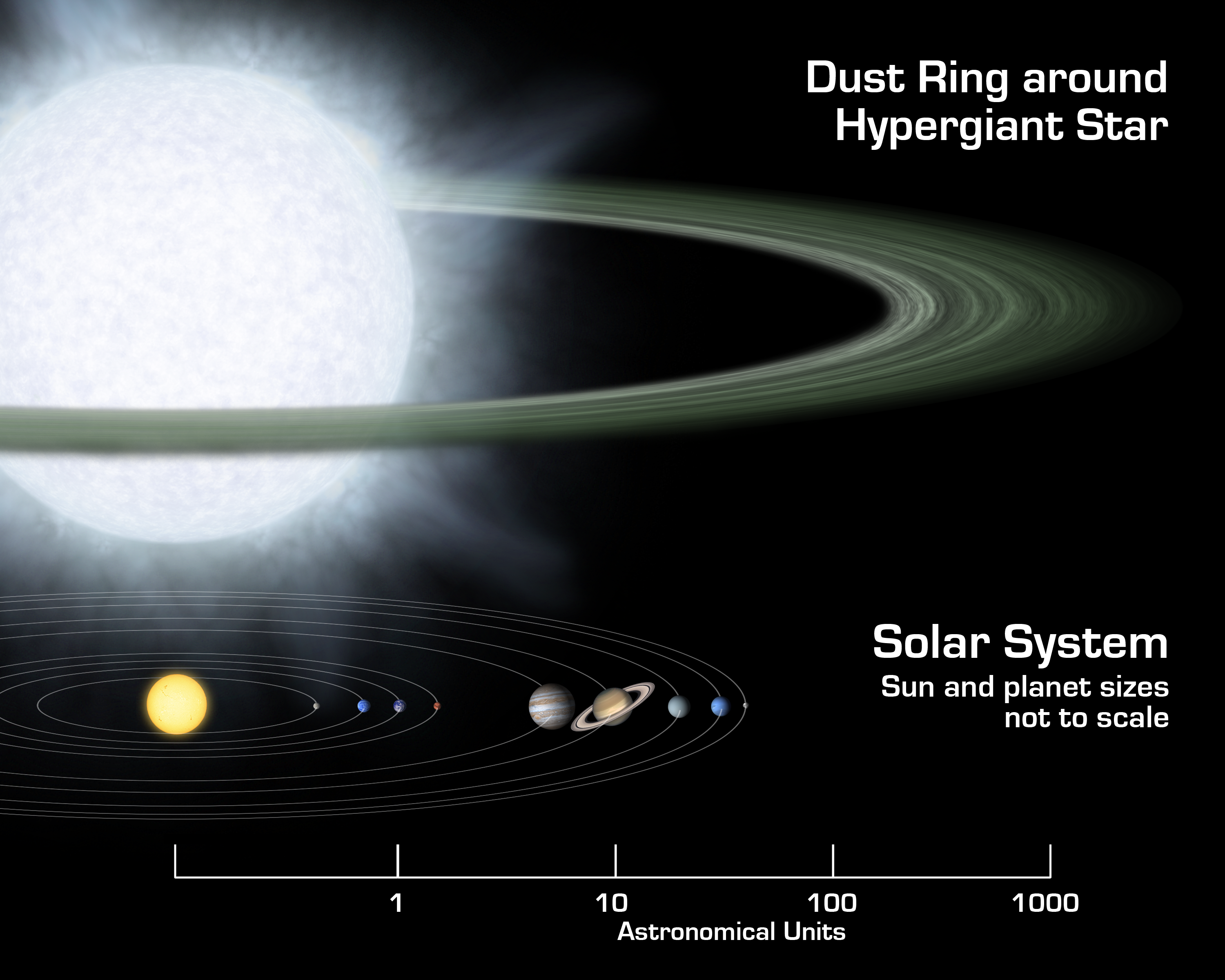
Hyperobr a jeho ionizovaný protoplanetární disk v porovnání s velikostí Sluneční soustavy (není v měřítku)

Obvykle spektrální třída B, někdy také pozdní O nebo raná A.
- BP Crucis (Wray 977, respektive GX 301-2), dvojhvězda se společníkem v podobě pulsaru.[5]
- Cygnus OB2-12[5][pozn. 1]
- HD 32034[6] (R62 ve Velkém Magellanově oblaku)
- HD 37974[7] (R126 ve Velkém Magellanově oblaku)
- HD 80077, kandidát na LBV[5]`
- HD 268835 (R66 ve Velkém Magellanově oblaku)
- HD 269781[6] (ve Velkém Magellanově oblaku)
- HD 269661[6] (R111 ve Velkém Magellanově oblaku)
- HD 269604[6] (ve Velkém Magellanově oblaku)
- HDE 269128 (R81 ve Velkém Magellanově oblaku), kandidát na LBV, zákrytová dvojhvězda[8]
- HT Sagittae[5]
- V430 Scuti[5]
- V452 Scuti, kandidát na LBV[9]
- V1429 Aquilae (MWC 314), kandidát na LBV s veleobrem jako průvodcem.
- V1768 Cygni[5]
- V2140 Cygni[5]
- V4030 Sagittarii
- Zeta¹ Scorpii[pozn. 2]

V oblasti galaktického jádra:
- Star 13, typ O, kandidát na LBV
- Star 18, typ O, kandidát na LBV

Ve hvězdokupě Westerlund 1:
- W5 (možná Wolfova–Rayetova hvězda)
- W7
- W13 (dvojhvězda?)
- W33
- W42a

### Žlutí hyperobři

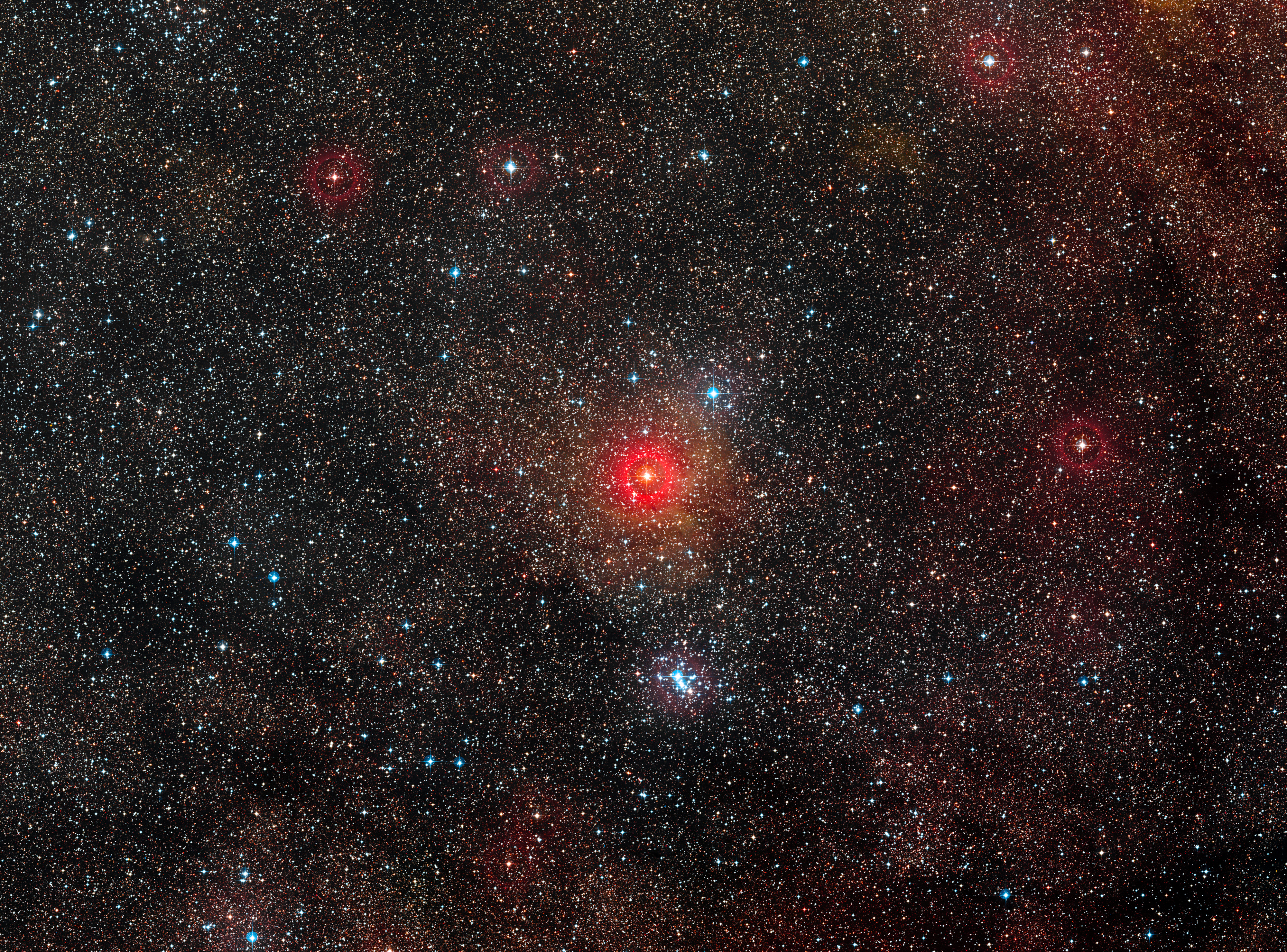
Žlutý hyperobr HR 5171 s okolím.

Žlutí hyperobři spektrálních tříd pozdní A až K.
- HD 7583 (R45 v Malém Magellanově oblaku)
- HD 33579 (ve Velkém Magellanově oblaku)
- HD 268757[7] (R59 ve Velkém Magellanově oblaku)
- IRAS 17163-3907[12]
- IRAS 18357-0604[13]
- IRC+10420 (V1302 Aql)
- Ró Cassiopeiae[pozn. 3]
- V382 Carinae
- V509 Cassiopeiae
- V766 Centauri (HR 5171A)[14]
- V1427 Aquilae[pozn. 4]
- Variable A (v M33)

Ve hvězdokupě Westerlund 1:
- W4
- W8a
- W12a
- W16a
- W32
- W265

Plus nejméně dva pravděpodobně chladní hyperobři v nedávno objevených seskupeních červených veleobrů v souhvězdí Štítu: F15 a F13 v RSGC1 a Star 49 v RSGC2.

### Červení hyperobři

Srovnání velikosti Slunce s VY Canis Majoris, červeným hyperobrem, který patří mezi největší známé hvězdy

Spektrální typ M, největší známé hvězdy.
- NML Cygni
- RW Cephei
- S Persei
- VX Sagittarii
- VY Canis Majoris
- WOH G64
- Westerlund 1-26

Průzkum zaměřený na detekci červených hyperobrů v Magellanových mračnech objevil zhruba tucet hvězd třídy M s absolutní velikostí -7 a jasnějších, zhruba 250 000krát zářivějších než Slunce a s poloměry od 1000 R☉ výše.